# Saalach
Saalach – rzeka w Austrii i Niemczech, lewy dopływ rzeki Salzach (dorzecze Dunaju). Długość rzeki wynosi 103 km, powierzchnia zlewni 1043 km². Obecne koryto rzeki Saalach jest dawnym korytem rzeki Salzach.

## Przebieg rzeki
Źródła rzeki zlokalizowane są w Austrii w okolicy Torsee na terenie kraju związkowego Salzburg w Alpach Kitzbühelskich na wysokości 2178 m n.p.m.
Na początkowym odcinku rzeka płynie w kierunku wschodnim. Następnie, w okolicach Maishofen zakręca na północ. W miejscowości Saalfelden am Steinernen Meer dołączają się największe dopływy: płynąca z zachodu Leoganger Ache oraz ze wschodu Urslau. Następnie przepływając szeroką doliną rzeka mija miejscowość Lofer i przekracza granicę austriacko – niemiecką. Na terytorium Niemiec przepływa przez Rezerwat Biosfery Berchtesgadener (wzdłuż rzeki przebiega droga krajowa B21) oraz miejscowości Wals-Siezenheim i Freilassing.
Ujście do rzeki Salzach jak lewy dopływ zlokalizowane jest na granicy austriacko-niemieckiej na wysokości 408 m n.p.m.